# Mantra-Pushpam
Das Mantra-Pushpam, मन्त्र पुष्पम्, ist eine vedische Hymne, die am Ende von Pujas vorgetragen wird – begleitet von Blumenopfern an Hindugottheiten. Dieses Mantra gilt als Blüte vedischer Intonationen.

## Etymologie

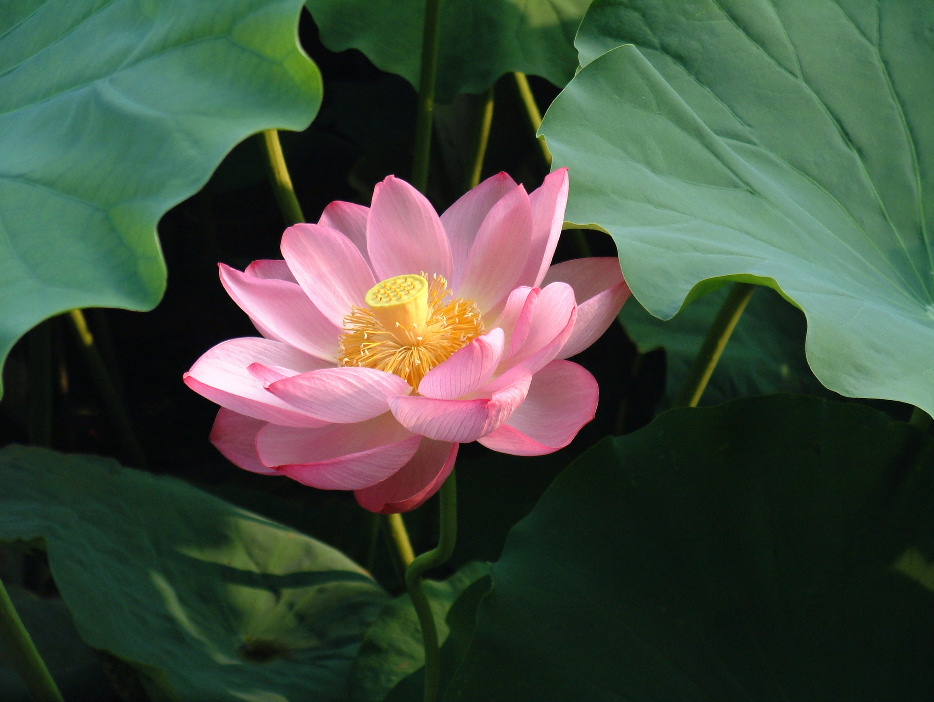
Lotosblume (Nelumbo nucifera)

Das maskuline Substantiv Mantra (मन्त्र – Spruch, Lied, Hymne) bezeichnet eine heilige Silbe, ein heiliges Wort oder einen heiligen Vers. Das Sanskritwort mantra vereint im etymologischen Sinne die beiden Wortwurzeln manas (मनस् – Geist) und trama (त्रम – Schutz, schützen), sodass die wörtliche Bedeutung Geistesschutz bzw. Schutz des Geistes, aber auch Instrument des Geistes/Denkens gemeint sein kann. Das sächliche Substantiv Pushpa (पुष्प – puṣpa) bedeutet Blume oder Blüte.

## Einführung
Das Mantra stammt aus der Taittiriya-Aranyaka des Yajurveda. Es handelt von den unbeschränkten Wohltaten, die aus einem Verständnis der Geheimnisse des Wassers, des Feuers, der Luft, der Sonne, des Mondes, der Sterne, der Wolken und der Zeit erwachsen. Normalerweise wird es von allen Pujaris (Priester, die an einer Puja oder einem Yajna teilnehmen) im Chor gesungen. Die Grundaussage des Mantras ist, dass Wasser (oder Äther) die Grundlage des gesamten Universums darstellt.

## Inhalt
Das Mantra-Pushpam enthält die folgenden Hymnen:

„ॐ योऽपां पुष्पं वेद पुष्पवान् प्रजावान् पशुमान् भवति। चन्द्रमा वाऽपां पुष्पम्। पुष्पवान् प्रजावान् पशुमान् भवति य एवं वेद। योऽपामायतनं वेद आयतनवान् भवति ॥“

„oṁ yo'pāṃ puṣpaṃ veda puṣpavān prajāvān paśumān bhavati candramā vā'pām puṣpam puṣpavān prajāvān paśumān bhavati ya evaṃ veda yo'pāmāyatanaṃ veda āyatanavān bhavati“

„Oṁ. Wer die Blüten auf den Wassern versteht, der wird Blüten, Kinder und Vieh bekommen. Der Mond ist die Blüte auf den Wassern. Wer dies versteht, der wird Blüten, Kinder und Vieh bekommen. Wer den Ursprung der Wässer erkennt, wird in sich selbst verankert.“

Kommentar: Die Wasser stehen für Erfahrungen. Was trägt diese Erfahrungen ? In welchem stabilen Flussbett fließt der Fluss der Erfahrungen ? Brahman allein trägt all diese Wasser. Brahman ist das Prinzip bewussten Verstehens und ist die Essenz eines jeden Beobachters, der eine Entfaltung von Eindrücken (Vasana) erlebt. Ohne Bewusstseinsessenz kann es für niemanden irgendwelche Erlebnisse geben.
Und weiter:

„ॐ अग्निर्वा अपामायतनम् । आयतनवान् भवति । योऽग्नेरायतनं वेद आयतनवान् भवति । आपो वाऽग्नेरायतनम्। आयतनवान् भवति य एवं वेद । योऽपामायतनं वेद आयतनवान् भवति ॥“

„oṁ agnirvā apāmāyatanam āyatanavān bhavati yo'gnerāyatanaṃ veda āyatanavān bhavati āpo vā'gnerāyatanam āyatanavān bhavati ya evaṃ veda yo'pāmāyatanaṃ veda āyatanavān bhavati“

„Oṁ. Feuer ist die Ursache von Wasser. Wer dies weiß, der wird in sich selbst verankert. Wasser wiederum ist die Stütze von Feuer. Wer dies erkennt, der wird in sich selbst verankert. Wer den Ursprung des Wassers erkennt, wird in sich selbst gefestigt.“

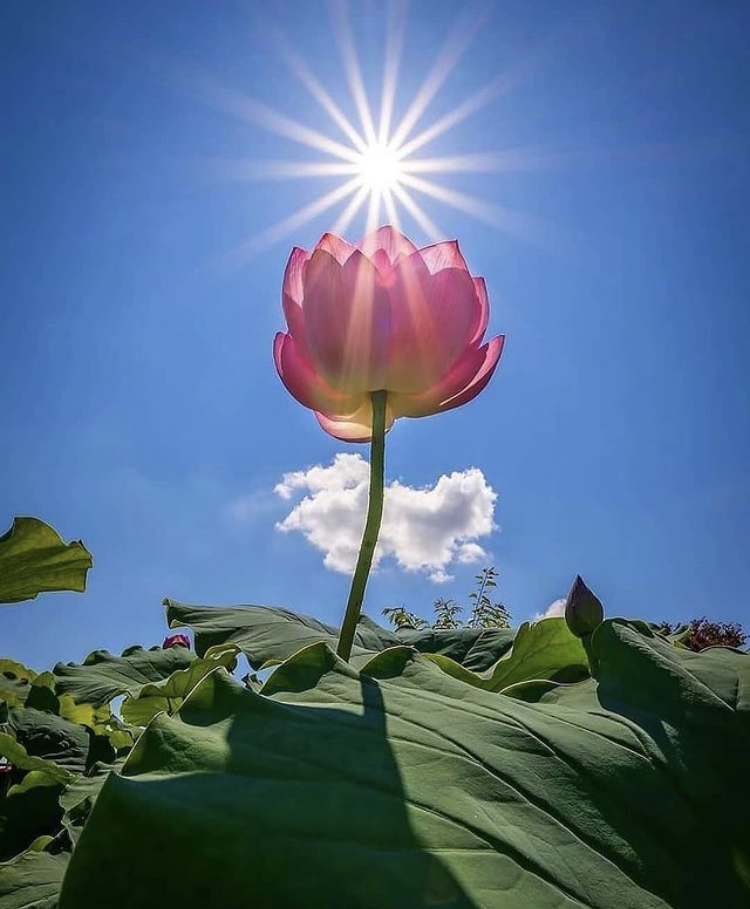

Kommentar: Unser physisches Leben basiert auf der jeweiligen Natur unserer Erfahrungen/Erlebnisse. Die Erlebnisse werden allein durch die Existenz eines Beobachters ermöglicht. Der Beobachter entspricht hierbei dem Element Feuer, das die Erfahrungen (repräsentiert durch das Element Wasser) konsumiert. Ohne einen bewussten Beobachter sind keinerlei Erfahrungen möglich. Erfahrungen gehören somit zum Ego – dem angenommenen Ich – dem verzehrenden Feuer.

„ॐ वायुर्वा अपामायतनम् । आयतनवान् भवति । यो वायोरायतनम् वेद आयतनवान् भवति । आपो वै वायोरायतनम् । आयतनवान् भवति य एवं वेद । योऽपामायतनं वेद आयतनवान् भवति ॥“

„oṁ vāyurvā apāmāyatanam āyatanavān bhavati yo vāyorāyatanam veda āyatanavān bhavati āpo vai vāyorāyatanam āyatanavān bhavati ya evaṃ veda yo'pāmāyatanaṃ veda āyatanavān bhavati“

„Oṁ. Luft ist der Quell der Wasser. Wer dies weiß, wird in sich selbst gefestigt. Wasser wiederum ist der Ursprung von Luft. Wer dies erkennt, wird in sich selbst verankert. Wer den Ursprung des Wassers erkennt, ruht in sich selbst.“

Kommentar: Vayu oder Luft impliziert Bewegung. Tritt Wind an das Feuer, so brennt dieses auf. Was ist die Natur des Windes ? Es ist Prana, das Prinzip des Kontakts. Es ist das Medium, das unwandelbares Brahman mit den Wechselhaftigkeiten der Welt in Verbindung bringt. Vayu ermöglicht es dem Bewusstsein, die Gegenstände der Welt zu erkennen. Einerseits stellt es reines Bewusstsein dar, welches sich nur im Brahman-Zustand erkennt. Andererseits warten die Erfahrungen auf den Kontakt mit dem reinen Bewusstsein, damit sie tatsächlich erlebt werden können. Wind oder auch Prana bzw. die vibrierende Natur des Brahmans stellen den Berührungspunkt zwischen der Welt und dem Atman her – der Bewusstseinsessenz eines Individuums. Allein diese Berührung ermöglicht das Ausgreifen von Erfahrungen.

„ॐ असौ वै तपन्नपामायतनम् आयतनवान् भवति । योऽमुष्यतपत आयतनं वेद। आयतनवान् भवति । आपो वै अमुष्यतपत आयतनम् । आयतनवान् भवति य एवं वेद । योऽपामायतनं वेद आयतनवान् भवति ॥“

„oṁ asau vai tapanna pāmāyatanam āyatanavān bhavati yo'muṣyatapata āyatanaṃ veda āyatanavān bhavati āpo vai amuṣyatapata āyatanaṃ āyatanavān bhavati ya evaṃ veda yo'pāmāyatanaṃ veda āyatanavān bhavati“

„Oṁ. Die brennende Sonne ist die Quelle der Wasser. Wer dies weiß, wird im Selbst gefestigt. Wasser ist seinerseits die Ursache der brennenden Sonne. Wer dies erkennt, bleibt in sich verankert. Wer den Ursprung der Wasser kennt, ruht in sich selbst.“

Kommentar: Tapas (तपस् – Glut, Hitze) bedeutet verbrennen und die Erzeugung von Wärme. Was brennt ist Feuer oder die Sonne. Wer brennt denn hier ? Ja das Feuer hier. Er jedoch ist nicht das Feuer. Wer tatsächlich mit dem Feuer identifiziert werden kann, ist Brahman, der Zeuge aller Erfahrungen. Er ist die Sonne ! Wer ist die Sonne ? Das bezeugende Bewusstsein ! Er ist sich nur der Erfahrungen bewusst und ermöglicht sie hierdurch. Er ist Brahman. Er ist der Atman. Er wird von den Erfahrungen nicht berührt. Er stützt die Wasser. Er ist das stützende Prinzip sämtlicher Erfahrungen.

„ॐ चन्द्रमा वा अपामायतनम् । आयतनवान् भवति । यः चन्द्रमस आयतनं वेद आयतनवान् भवति । आपो वै चन्द्रमस आयतनम् । आयतनवान् भवति य एवं वेद । योऽपामायतनं वेद आयतनवान् भवति ॥“

„oṁ candramā vā apāmāyatanam āyatanavān bhavati yascandramasa āyatanaṃ veda āyatanavān bhavati āpo vai candramasa āyatanam āyatanavān bhavati ya evaṃ veda yo'pāmāyatanaṃ veda āyatanavān bhavati“

„Oṁ. Der Mond ist der Ursprung der Wasser. Wer dies weiß, wird gefestigt im Selbst. Andererseits ist Wasser die Quelle für den Mond. Wer sich dessen gewahr ist, wird im Selbst verankert. Wer die Ursachen der Wasser kennt, der fiindet Stärke im Selbst.“

Kommentar: Der Mond Chandra (चन्द्र – Candra) bzw. der Geist trägt alle Wasser der Erfahrungen. Der Mond enthält Nektar. Nur der Geist kann Seligkeit erfahren. Der Mond taumelt zwischen Helligkeit und Dunkelheit hin und her. Der wankelmütige Geist schwankt zwischen Freuden und Leiden. Mond und Geist sind instabil im Gegensatz zur Brahman bezeugenden Sonne. Das Mondlicht ist nur eine Reflexion der Sonne, der Mond an sich hat keinerlei Leuchtkraft. 
Der Geist ist inaktiv bis träge. Er kann der Eindrücke nur aufgrund des innewohnenden bezeugenden Bewusstseins gewahr werden. Trotz dieser Tatsache erscheint er von der Sonne losgelöst und versucht unabhängig die Erfahrenswelt zu genießen. Dieser scheinbare Genuss des Geistes ist vielmehr Brahman oder dem Selbst zuzuschreiben und letztere sind das Substrat des Geistes. Der Geist ist jedoch verblendet und sucht auf eigene Faust nach Freuden in den Dingen der Erfahrungswelt. Alle unsere Erfahrungen kommen somit über den Filter unseres Geistes zustande. Daher sind alle unsere Erfahrungen somit um den Mond – dem Geistesprinzip – zentriert. Der Geist entsteht erst durch den Drang nach Erfahrungen.

„ॐ नक्षत्राणि वा अपामायतनम् । आयतनवान् भवति । यो नक्षत्राणामायतनं वेद आयतनवान् भवति । आपो वै नक्षत्राणामायतनम् । आयतनवान् भवति य एवं वेद । योऽपामायतनं वेद आयतनवान् भवति ॥“

„oṁ nakṣatrāṇi vā apāmāyatanam āyatanavān bhavati yo nakṣatrāṇāmāyatanaṃ veda āyatanavān bhavati āpo vai nakṣatraṇāmāyatanam āyatanavān bhavati ya evaṃ veda yo'pāmāyatanaṃ veda āyatanavān bhavati“

„Oṁ. Sterne sind Quell der Wasser. Wer dies weiß, wird in sich selbst verankert. Hingegen sind Wasser der Ursprung von Sternen. Wer dies erkennt, der ist im Selbst etabliert. Wer den Ursprung der Wasser kennt, erhält ein gestärktes Selbst.“

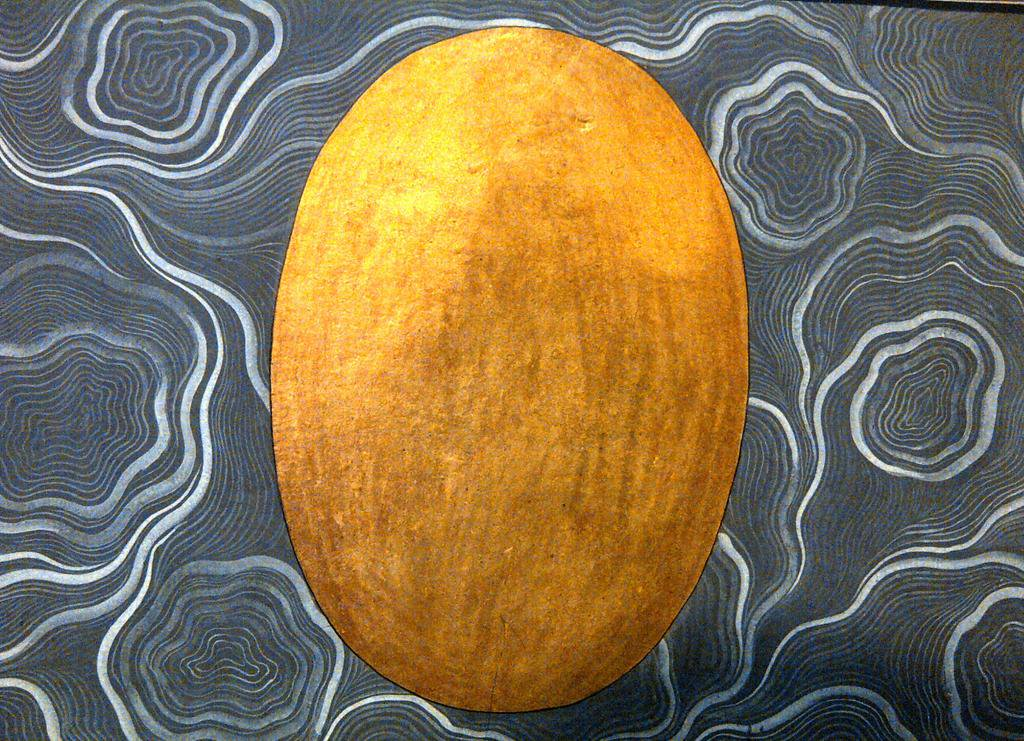
Goldenes Ei des Hiranyagarbha

Kommentar: Nakshatra (नक्षत्र – Sterngruppe) bedeutet wörtlich was nicht vergeht oder verschwindet (न क्षरति नक्षत्रं – na kṣarati nakṣatraṃ). Sterne ändern ihre Position nicht, deswegen sind sie auch Fixsterne. Sie sind vom Schöpfer in eine geordnete Position versetzt worden. Brahma, der Gott der Erschaffung des Universums, setzt sich aus allen Geistestrukturen sämtlicher Individuen zusammen. Als Gott mit dem goldenen Schoß (Hiranyagarbha) erlebt er sämtliche Erfahrungen all derjenigen, die seine Schöpfung wahrnehmen. Da der Schöpfer gleichzeitig immer im Beobachterstatus verweilt, wird er von all den Eindrücken nicht berührt. Er erfüllt seine Schöpfer-Vāsanā, indem er eine Welt erschafft, welche seinen Vorstellungen entspricht. Und er legt die Regeln seiner Schöpfung fest. Auf diesen Ideen des Schöpfers allein beruhen sämtliche Erfahrungen seiner geschaffenen Lebewesen.

„ॐ पर्जन्यो वा अपामायतनम् । आयतनवान् भवति । यः पर्जन्यस्यायतनं वेद आयतनवान् भवति । आपो वै पर्जन्यस्यायतनम् । आयतनवान् भवति य एवं वेद । योऽपामायतनं वेद आयतनवान् भवति ॥“

„oṁ parjanyo vā apāmāyatanam āyatanavān bhavati yaḥ parjanyasyāyatanaṃ veda āyatanavān bhavati āpo vai parjanyasyāyatanam āyatanavān bhavati evaṃ veda yo'pāmāyatanaṃ veda āyatanavān bhavati“

„Oṁ. Wolken sind die Ursache der Wasser. Wer dies weiß, wird in sich selbst gefestigt. Wasser wiederum lässt Wolken entstehen. Wer dies erkennt, wird im Selbst verankert. Wer den Ursprung der Wasser erkennt, der wird in sich ruhen.“

Kommentar: Das Wort Parjanya (पर्जन्य) bedeutet Regen- oder Gewitterwolke. Wolken sind angesammelter Wasserdampf, die jederzeit abregnen können. Als Parjanya wird auch eine Ansammlung nichtmanifestierter Vāsanās bezeichnet, welche einen Jiva (Individualseele) als Kanal benutzt und sich darin raumzeitlich manifestiert. In einer manifestierten Raumzeit werden vom Jiva allein diese nichtmanifestierten Vāsanās erfahren. Das Donnergrollen des Parjanyas ist eine Abweichung vom ruhigen Brahman-Zustand. Es entspricht dem Niveau des unwissenden Jivas, der in einer Welt aus Klängen (oder Namen) und Gegenständen (oder Formen) gefangen sitzt. Nur Wolken können Regen herabschütten. 
Der Jiva ist eine Fortsetzung der Vāsanā-Entfaltungsprozesse. Bei der Erfüllung eines jeden Vāsanās (symbolisiert durch jeden einzelnen Regentropfen) entsteht ein dreifaches Phänomen von Beobachter, Beobachten und Beobachtetem. Obwohl Regentropfen eine abgetrennte Einzelexistenz haben, täuscht ein Regenguss so etwas wie Kontinuität vor. Dem vergleichbar sind die Erfahrungen der Einzelseele nach Erleben eines jeden einzelnen Erfahrungsfeldes voneinander abgetrennt. Dennoch wird aufgrund des verbindenden Gedächtnisfadens so etwas wie Kontinuität verspürt. 
Der Jiva durchschreitet die Erfahrungen der einzelnen Vāsanā-Felder eines nach dem anderen, produziert dabei aber gleichzeitig weitere Vāsanās (Samen der Begierde). Diese verbleiben in Wartestellung, um dann später als zukünftige Erfahrungen realisiert zu werden. Jedoch legen diese Erfahrungen sodann ihrerseits den Grundstein für weitere Vāsanās. Ein Circulus vitiosus wie es scheint.

„ॐ संवत्सरो वा अपामायतनम् । आयतनवान् भवति । यः संवत्सरस्यायतनं वेद आयतनवान् भवति । आपो वै संवत्सरस्यायतनम् । आयतनवान् भवति य एवं वेद । योऽप्सु नावं प्रतिष्टितां वेद । प्रत्येव तिष्टति ॥“

„oṁ saṃvatsaro vā apāmāyatanam āyatanavān bhavati yas saṃvatsarasyāyatanaṃ veda āyatanavān bhavati āpo vai saṃvatsarasyāyatanam āyatanavān bhavati ya evaṃ veda yo'psu nāvaṃ pratiṣṭhitāṃ veda pratyeva tíṣṭhati“

„Oṁ. Die Regenzeit ist die Quelle der Wasser. Wer dies weiß, wird in sich selbst gefestigt. Wasser hingegen ist die Ursache der Regenzeit. Wer dies erkennt, ist im Selbst verankert. Wer weiß, dass ein Boot verfügbar ist, der füllt dieses Boot aus.“

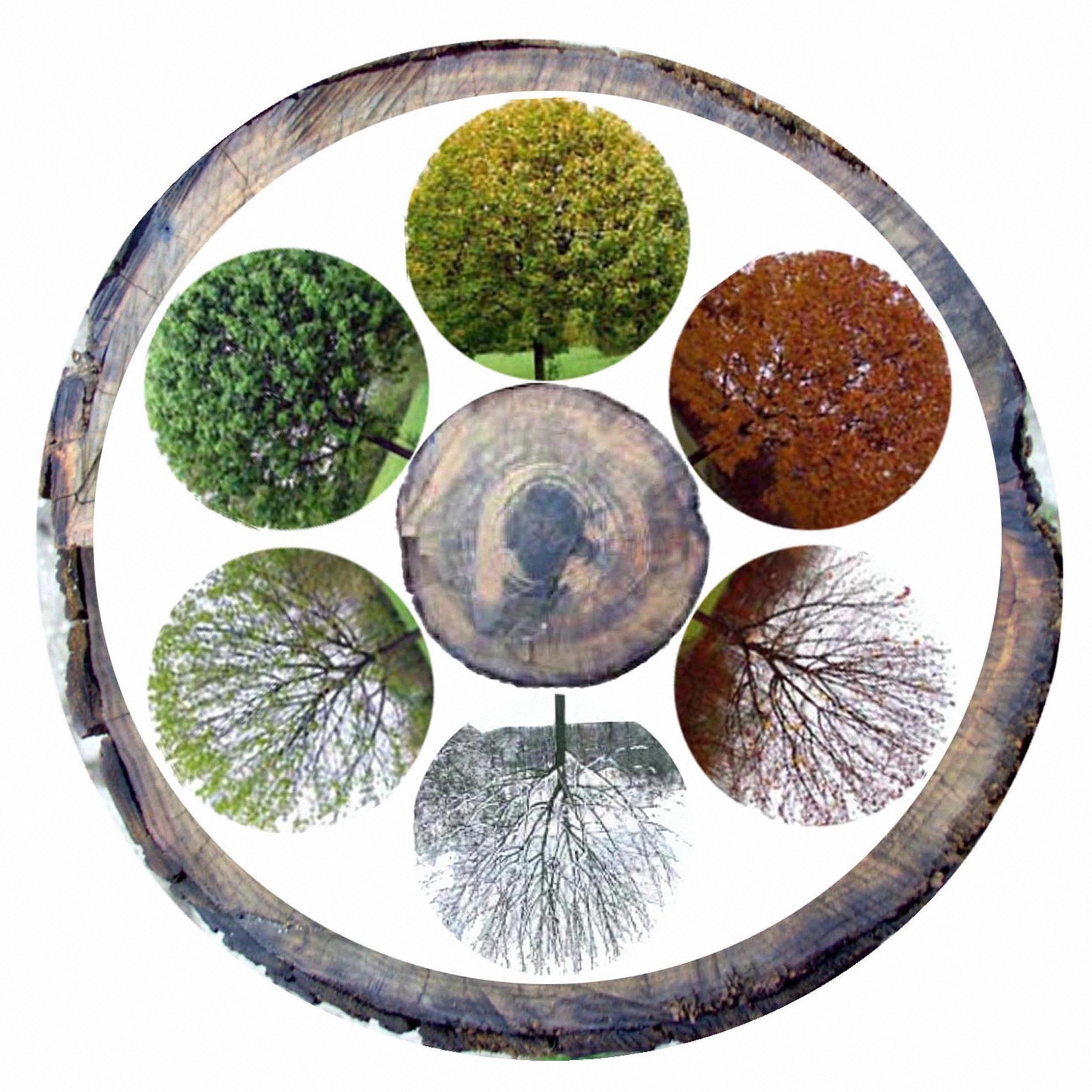
Die sechs ökologischen Jahreszeiten der mittleren Breiten – hiemal, prävernal, vernal, aestival, serotinal und autumnal

Kommentar: Samvatsara (संवत्सर – saṃvatsara) bedeutet eigentlich Jahr. In ihm folgen die Jahreszeiten eine nach der anderen (संवसन्ति ऋतवोऽत्र). Samvatsara meint somit die Zeitspanne, in der die jahreszeitlichen Veränderungen vor sich gehen und ist daher ein Zeitmass. In diesem zeitlichen Rahmen können sich die Vāsanās entfalten. In ihm geht der sich mit dem Körper identifizierende Jiva durch die sechsfachen Wandlungen – Geburt, Jugend, Wachstum, Alter, Verfall und Tod. Dementsprechend geht ein Jahr durch sechs Jahreszeiten.
Nur ein Leben, das innerhalb der Begrenzungen von Zeitspannen gelebt wird und das die sechs Wandlungen durchläuft, kann auch das Fundament sämtlicher Erfahrungen liefern.
Unmanifestiertes Vāsanā stellt die Essenz Brahmans dar, so wie ein Samen den Baum in sich trägt und verursacht innerhalb einer Zeitspanne sämtliche Erfahrungen des Jivas. Jedes einzelne Vāsanā hat dabei seine eigene Zeitspanne und auch seinen eigenen Raum. Erfahrung ist Vāsanā-Erfüllung und stellt allein die Grundursache für die begrenzte Existenz des Jivas dar. 
Sämtliche Erfahrungen und Vāsanā-Erfüllungen und ihre Leiden sind mit dem Ego verbunden und werden vom Niveau der Unwissenheit des Jivas ausgelöst. Nicht nur wird die wahre Natur des Selbsts (Brahman) vergessen, sondern es erscheint auch wie ein Gespenst in der Finsternis die Identifizierung mit dem physischen Körper. Allein unsere Identifizierung mit unserer Physis begründet unsere Erfahrungen (Wasser), die gewonnene Information (Blume), den Kontakt (Wind), nichtmanifestierte Begierden (Wolken) und die einander abwechselnden Lebensmuster (Jahr). Dieses grundverkehrte Überstülpen des inneren Selbsts auf unseren äußeren physischen Rahmen erklärt sich aus unserer Unkenntnis unserer wahren Natur.
Wissen allein kann diese Täuschung beenden, so wie Licht die Dunkelheit vertreibt. So wie vernünftiges Nachdenken Gespenster verschwinden lässt. Wissen allein stellt das Boot, mit dem die Wasser der Erlebnisse durchquert werden können.
Jemand kann als ṣṭhita prajñā (ष्ठित प्रज्ञा – mit gefestigtem Verstand) bezeichnet werden, wer seiner Umgebung gegenüber unverhaftet bleibt – vergleichbar einem Reisenden in einem von den Wassern unberührten Boot. Oder wer die Erfahrungen seines Lebens durchschreitet, ohne sich mit seinem Körper zu identifizieren und in der wahren Natur seines Selbsts – dem Brahman-Zustand – verankert bleibt. 
Somit ist er frei von allen Vāsanās – den Samen sämtlicher Erfahrungen innerhalb eines begrenzten zeitlichen Rahmens. Folglich hat er sich auch seines Jivas entledigt, welcher an die Vāsanās gekettet ist. Er verbleibt als bezeugendes Bewusstsein und ist befreit von den sechsfachen Wandlungen des Körpers. Selbst beim Tode des Körpers verweilt er unsterblich im Brahman.
Oṁ tat sat !

## Abschließende Ehrenbezeugung

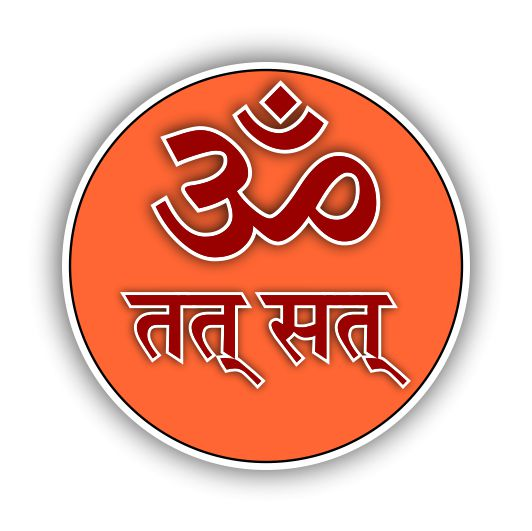

Das Mantra-Pushpam endet in einer Ehrenbezeugung an Kubera:

„ॐ राजाधि राजाया प्रसह्य साहिने नमो वयं वैश्रवणाय कुर्महे स मे कामान् कामकामाय मह्यं कामेश्वरो वैश्रवणो दधातु कुबेराय वैश्रवणाय महाराजाय नमः“

„oṁ rājādhi rājāyā prasahya sāhine namo vayaṃ vaiśravaṇāya kurmahe same kāmān kāma kāmāya mā kāmeśvaro vaiśrāvaṇo dadhātu kuberāya vaiśrāvaṇāya mahārājāya namaḥ“

„Oṁ. Wir bringen unsere Ehrerbietung dem Herrn dar, dem König der Könige, dem Erfüller aller Wünsche. Möge der Herr aller Wünsche mir dem Wünschenden meine Anliegen erfüllen. Ehrerbietungen dem Herrn, dem Großkönig, Herr über alle Reichtümer.“